# Nyame
Nyame, è una divinità della mitologia delle popolazioni Ashanti del Ghana. È venerato come dio creatore anche dai nzima, che lo considerano però sottoposto a Edenkema, la natura.

## Nel mito
Armato delle "asce di dio" (ovvero i lampi),  si racconta che in seguito all'aver creato gli esseri umani decise di partire lontano da loro visto l'enorme rumore che le donne facevano nel preparare il cibo.

## Raffigurazioni
Il suo nome significa "lo splendente", veniva rappresentato come il sole e la luna.

## Il culto
Varie erano le offerte rivolte a lui, in segno di rispetto si ponevano delle asce di pietra accanto alle porte.